# Staten van Aruba

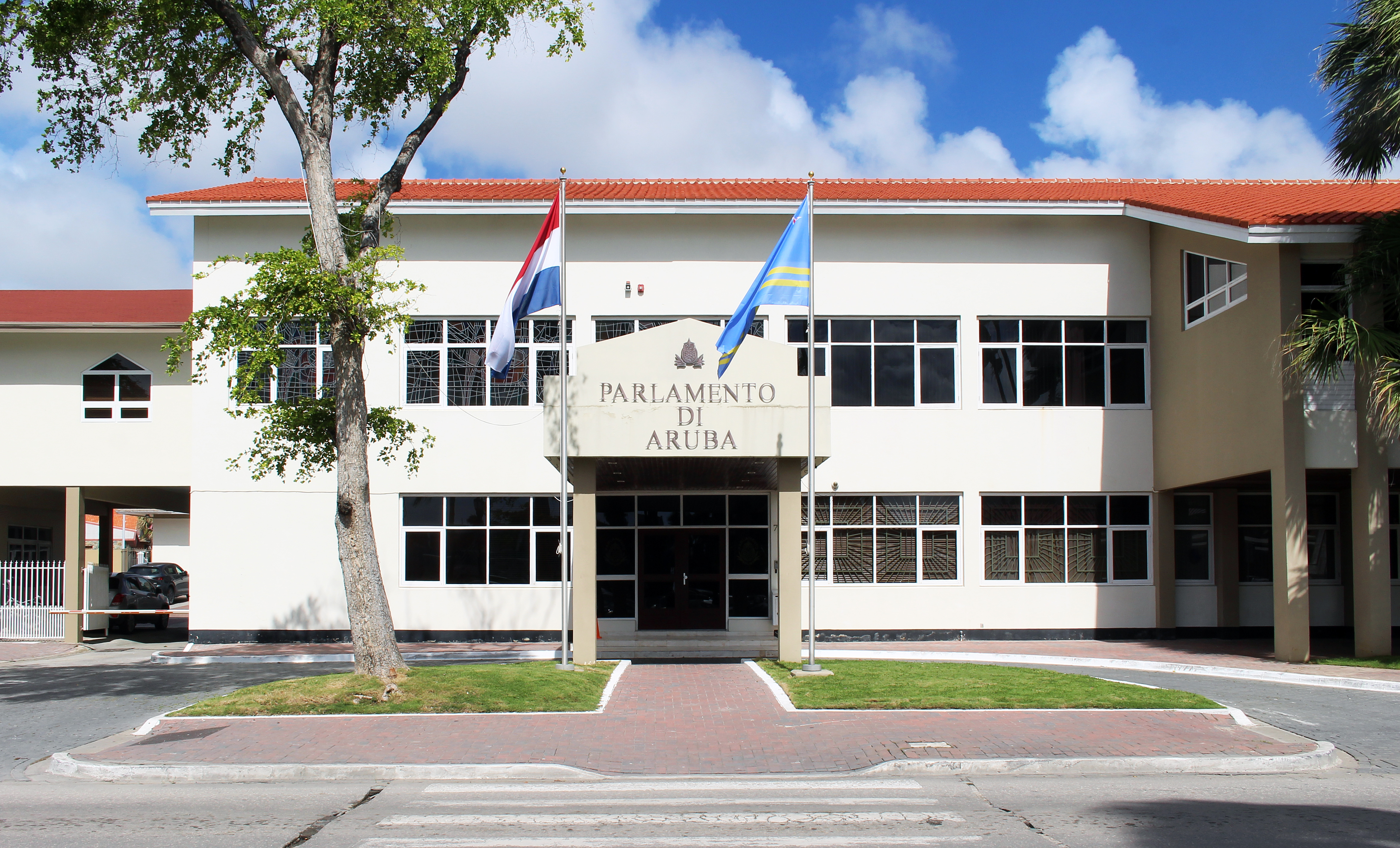
Das Parlamentsgebäude der Staten van Aruba.

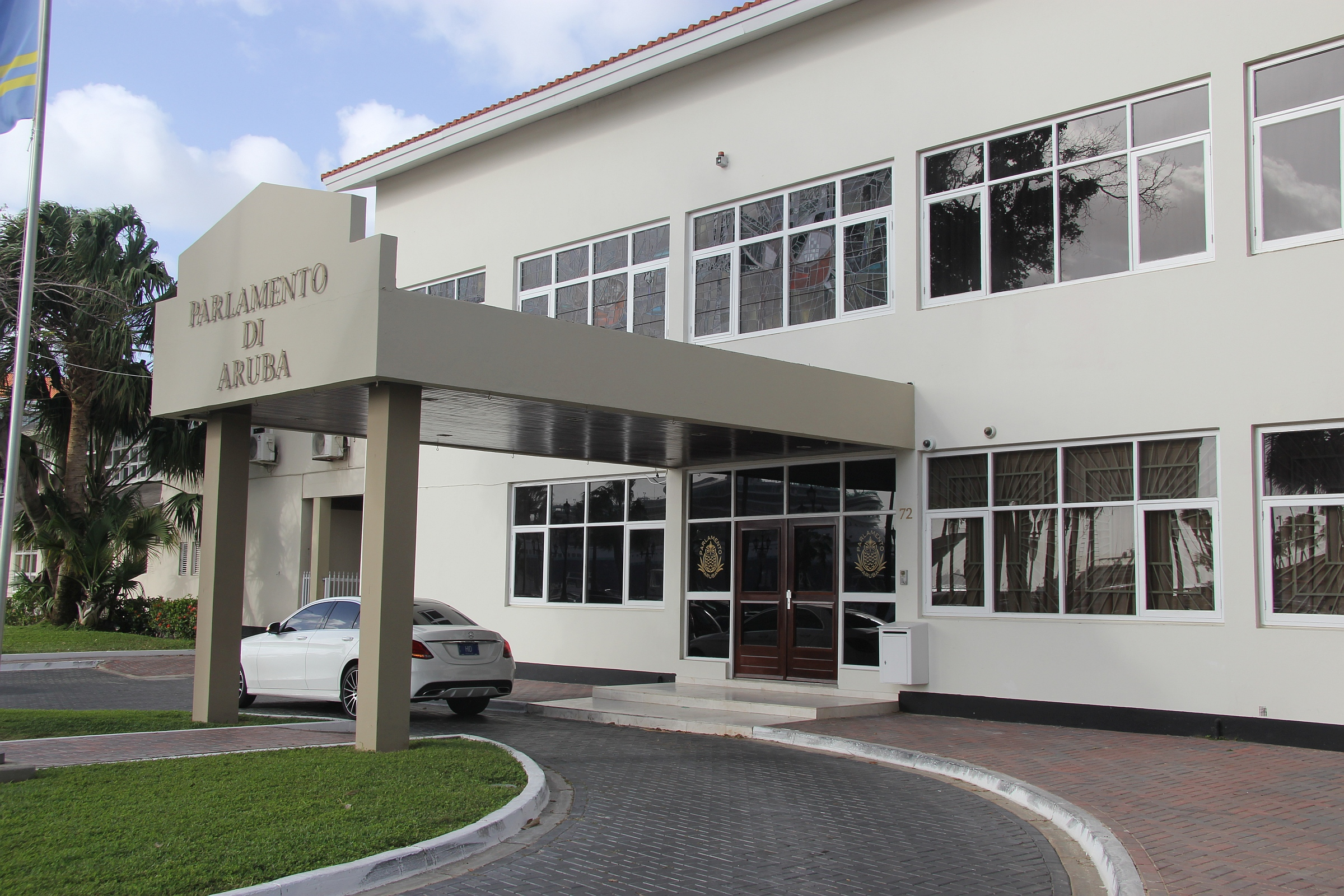
Das Parlamentsgebäude der Staten van Aruba.

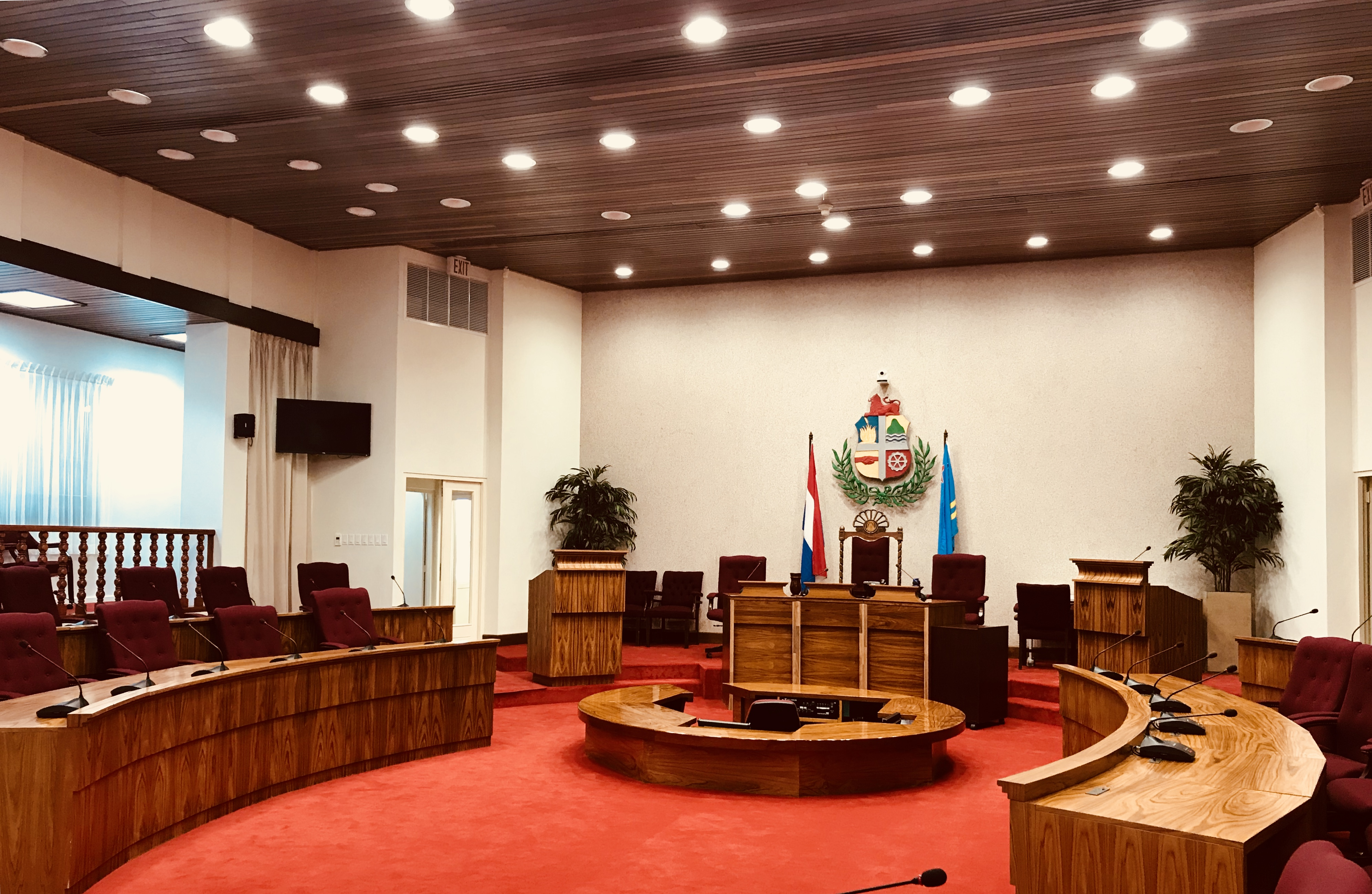
Plenarsaal der Staten van Aruba.

Die Staten van Aruba (Papiamentu: Parlamento di Aruba) sind als Parlament das höchste Organ in der Verfassung von Aruba und vertreten das gesamte Volk Aruba. Genau wie in den anderen Ländern des Königreichs der Niederlande gibt es auf Aruba eine parlamentarische Demokratie. Das bedeutet, dass die Bürger über die gewählten Abgeordneten Einfluss auf die Regierungspolitik nehmen können. Das Parlament verfügt über 21 Sitze, die durch Direktwahlen im Rahmen der Verhältniswahl (evenredige vertegenwoordiging) von den wahlberechtigten Einwohnern Arubas für einen Zeitraum von vier Jahren gewählt werden. Das Parlament befindet sich in Oranjestad. Die Eröffnung des Parlamentsjahres findet jedes Jahr am zweiten Dienstag im September statt. Während der Eröffnungssitzung hält der Gouverneur von Aruba in seiner Eigenschaft als Vertreter des Königs der Niederlande in Aruba die jährliche Rede.

## Das Statut

### Die Charta für das Königreich der Niederlande
Die Charta des Königreichs der Niederlande (Statuut voor het Koninkrijk der Nederlanden) regelt die politischen Beziehungen zwischen den Niederlanden, Aruba, Curaçao und Sint Maarten. Das Statut besagt, dass die Länder ihre Angelegenheiten selbständig regeln. Gemeinsam kümmern sie sich um die Angelegenheiten des Königreichs. Darüber hinaus enthält das Statut Regeln für die gegenseitige Zusammenarbeit, Hilfe, Beratung und die Verfassung der Länder. Das Statut wurde 1954 eingeführt. Seitdem sind die Länder des Königreichs gleichberechtigt. Die Länder regeln ihre Angelegenheiten selbständig. Eine Änderung des Statuts ist nur möglich, wenn alle Länder des Königreichs dem zustimmen. Die niederländische Verfassung (Grondwet voor het Koninkrijk der Nederlanden) und die Verfassungen von Aruba, Curaçao und Sint Maarten unterliegen dem Statut.

### Königreichsangelegenheiten

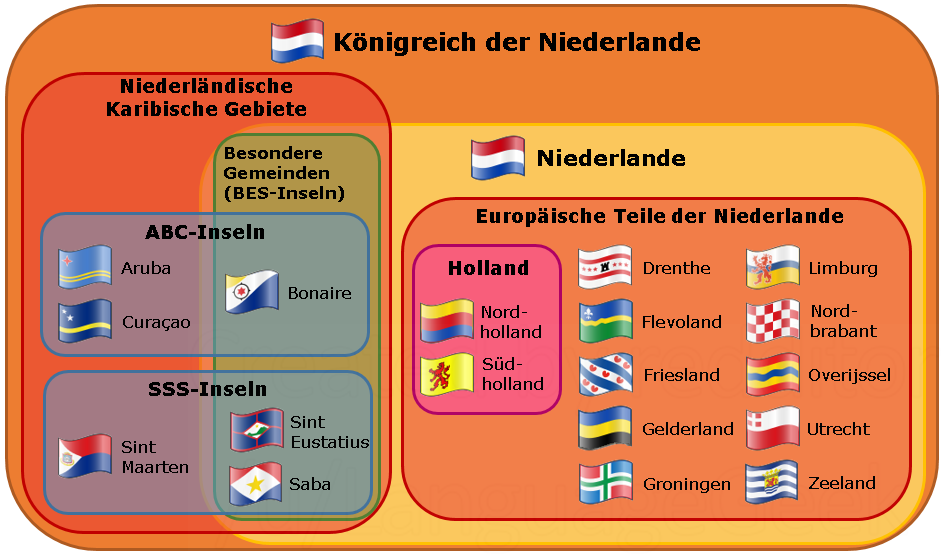

Das Statut enthält eine Reihe von Themen, die das Königreich als Ganzes fördert. Das sind die Angelegenheiten des Königreichs. Zum Beispiel die Wahrung der Unabhängigkeit und Verteidigung des Königreichs, der niederländischen Staatsangehörigkeit und der Außenbeziehungen. Der Ministerrat des Königreichs (Rijksministerraad) erörtert diese Angelegenheiten. Der Rat besteht aus den niederländischen Ministern und den bevollmächtigten Ministern von Aruba, Curaçao und Sint Maarten. Gesetze, die für das gesamte Königreich gelten, werden Königreichsgesetze genannt. Alle anderen Themen sind nationale Angelegenheiten und werden von jedem Land gesondert behandelt. Die Niederländischen Antillen existieren seit dem 10. Oktober 2010 nicht mehr. Die neue Situation ist seither folgende:
- Curaçao und Sint Maarten sind Länder mit Autonomie („Status Aparte“) und eigener Regierung.
- Aruba hat bereits seit 1986 einen „Status Aparte“.[1] Aruba hat eine Verwaltungsebene, die Regierung (Gouverneur und Ministerrat).
- Bonaire, Saba und Sint Eustatius sind Sondergemeinden der Niederlande (bijzondere gemeenten). Sie haben zwei Verwaltungsebenen, nämlich die Inselregierung und die niederländische Zentralregierung. Das Nationalbüro der Karibischen Niederlande (Rijksdienst Caribisch Nederland) nimmt die Aufgaben der nationalen Regierung auf den drei Inseln wahr. Zum Beispiel die Leitung der Feuerwehr. Die Inselregierung (eilandbestuur) steht unter der Kontrolle des Inselrates (eilandsraad). Dazu gehören lokale Volksvertreter.

### Parlamentarische Kontakte
Eine Delegation des Aruba-Parlaments berät sich jährlich mit Delegationen der Parlamente von Curaçao, Sint Maarten und Suriname. Darüber hinaus ist das arubanische Parlament im Lateinamerikanischen Parlament (PARLATINO) vertreten. In gegenseitiger Absprache treffen sich Vertreter des Aruba-Parlaments und der Zweiten Kammer der Generalstaaten (Tweede Kamer der Staten-Generaal) in Den Haag, um Informationen zwischen den Parlamenten auszutauschen.

## Organisation
Genau wie in den anderen Ländern des Königreichs hat Aruba eine parlamentarische Demokratie. Das bedeutet, dass die Bürger über die gewählten Abgeordneten Einfluss auf die Regierungspolitik nehmen können. Die Staten van Aruba (auch Parlamento di Aruba genannt) sind daher das höchste Organ in der Verfassung von Aruba und vertreten das gesamte Volk von Aruba.

### Mitglieder und Fraktionen(Statenleden en Fracties)
Den derzeitigen Staten van Aruba gehören 21 Mitglieder an. Das Parlament setzt sich seit den Wahlen vom 25. Juni 2021 wie folgt zusammen:
| Partei / Fraktion                    | Wahlergebnis | Anzahl der Mandate | Abgeordnete (Statenleden) |
| ------------------------------------ | ------------ | ------------------ | --- |
| Movimiento Electoral di Pueblo (MEP) | 42,9 %       | 9                  | Shailiny Tromp-Lee Marco Berlis Louisette Christiaans-Yarzagaray Darlaine Guedez-Erasmus Roderick Hoek Alvin Molina Henrik Tevreden Arthur Vallejo Edgard Vrolijk (Parlamentspräsident) |
| Arubaanse Volkspartij (AVP)          | 23,8 %       | 5                  | Michiel Eman Mike de Meza Arthur Dowers Oslin Sevinger Melvin Wyatt-Ras |
| RAIZ                                 | 9,5 %        | 2                  | Ray Micheline Raymond Raymond Kamperveen (Vize-Parlamentspräsident) |
| Movimiento Arubano Soberano (MAS)    | 9,5 %        | 2                  | Marisol Lopez-Tromp Aquanette Gunn |
| Accion 21                            | 4,8 %        | 1                  | Miguel Mansur |
| Parteilose                           | 9,5 %        | 2 Sitze            | Ryçond Santos do Nascimento Gerlien Croes |

### Parlamentspräsident(Voorzitter der Staten/Presidente di Parlamento)

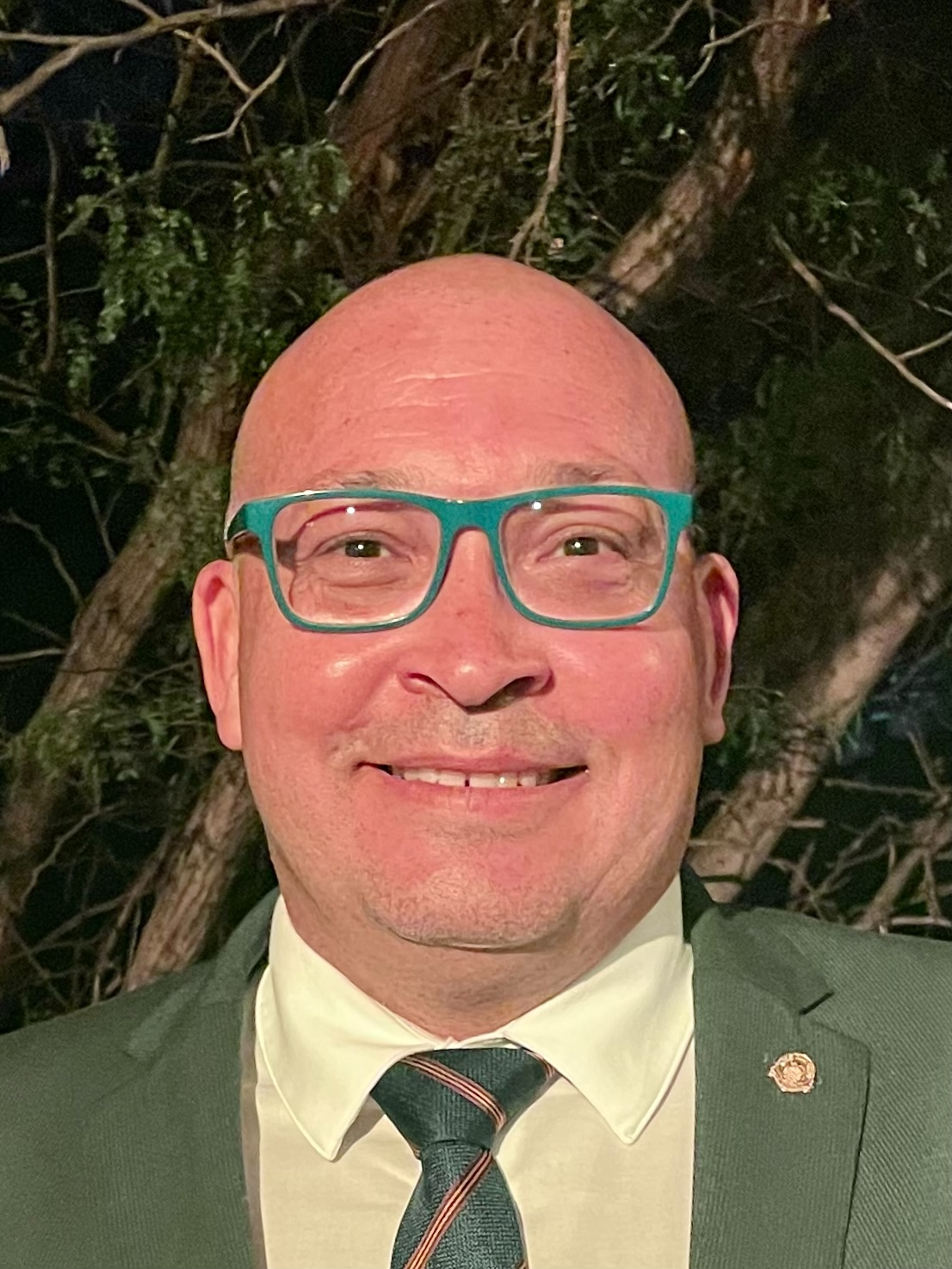
Edgard Vrolijk ist seit 2021 Parlamentspräsident.

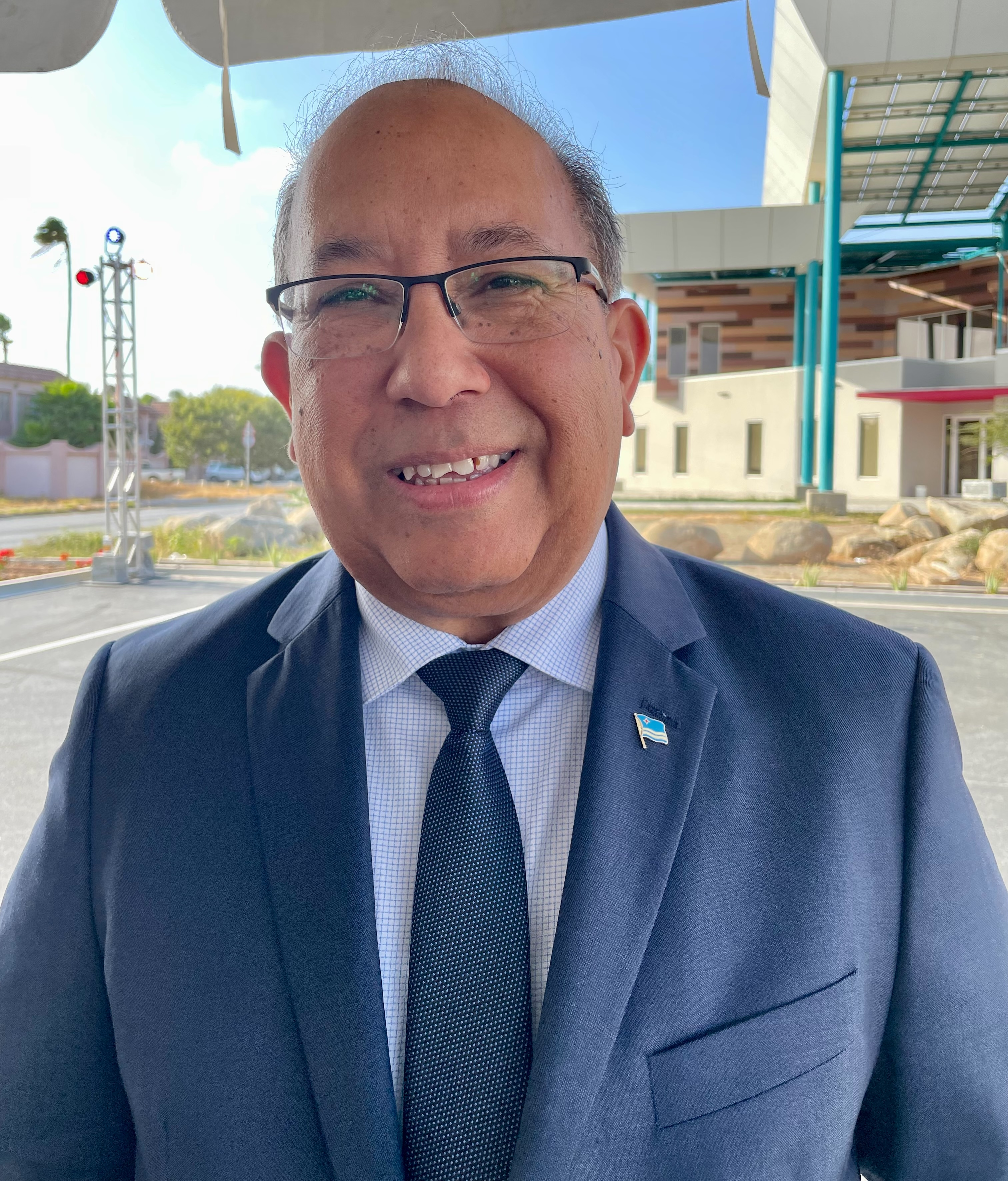
Ady Thijsen war von 2017 bis 2021 Parlamentspräsident.

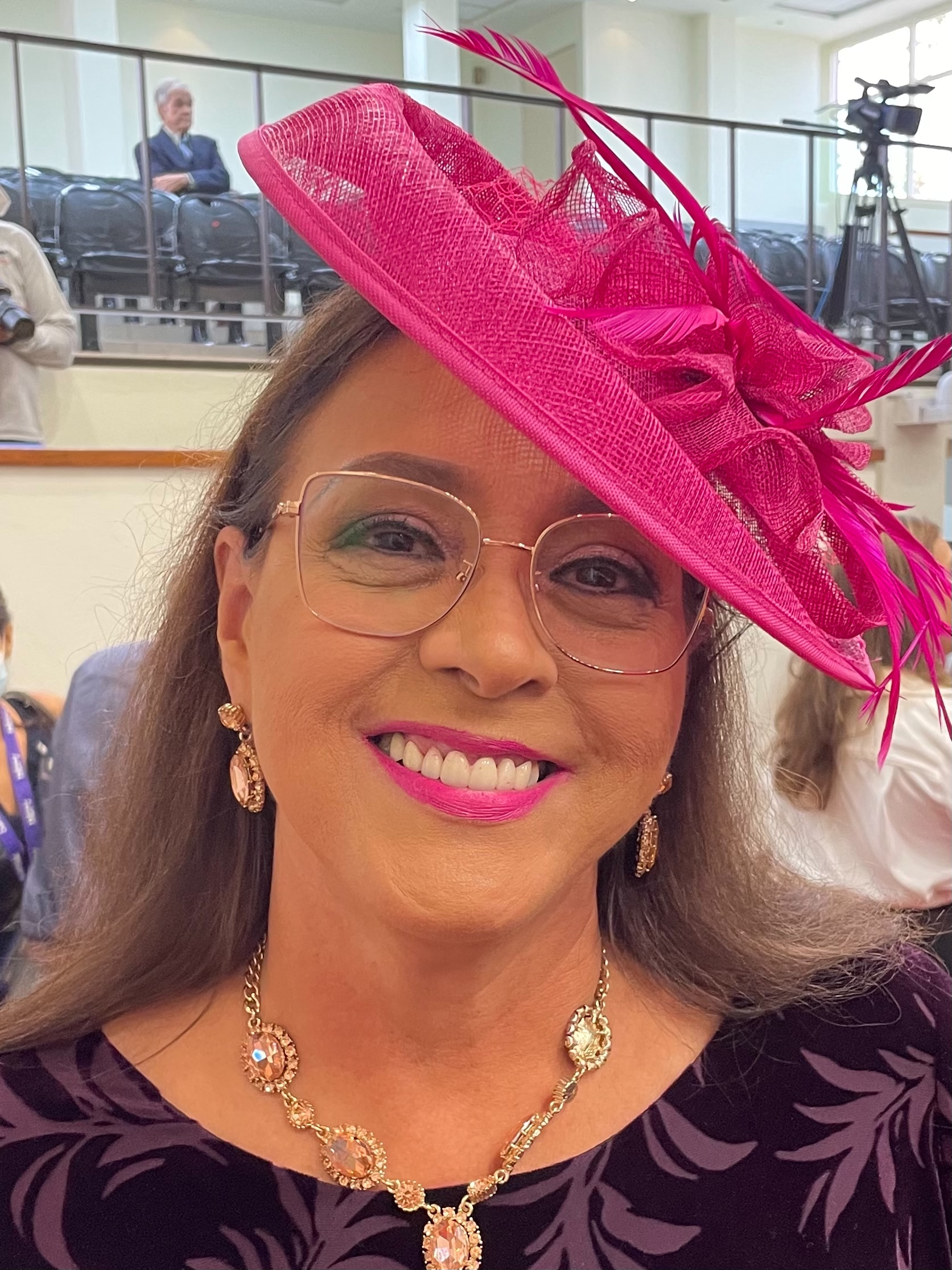
Mervin Wyatt-Ras war von 2005 bis 2009 sowie erneut zwischen 2016 und 2017 Parlamentspräsidentin.

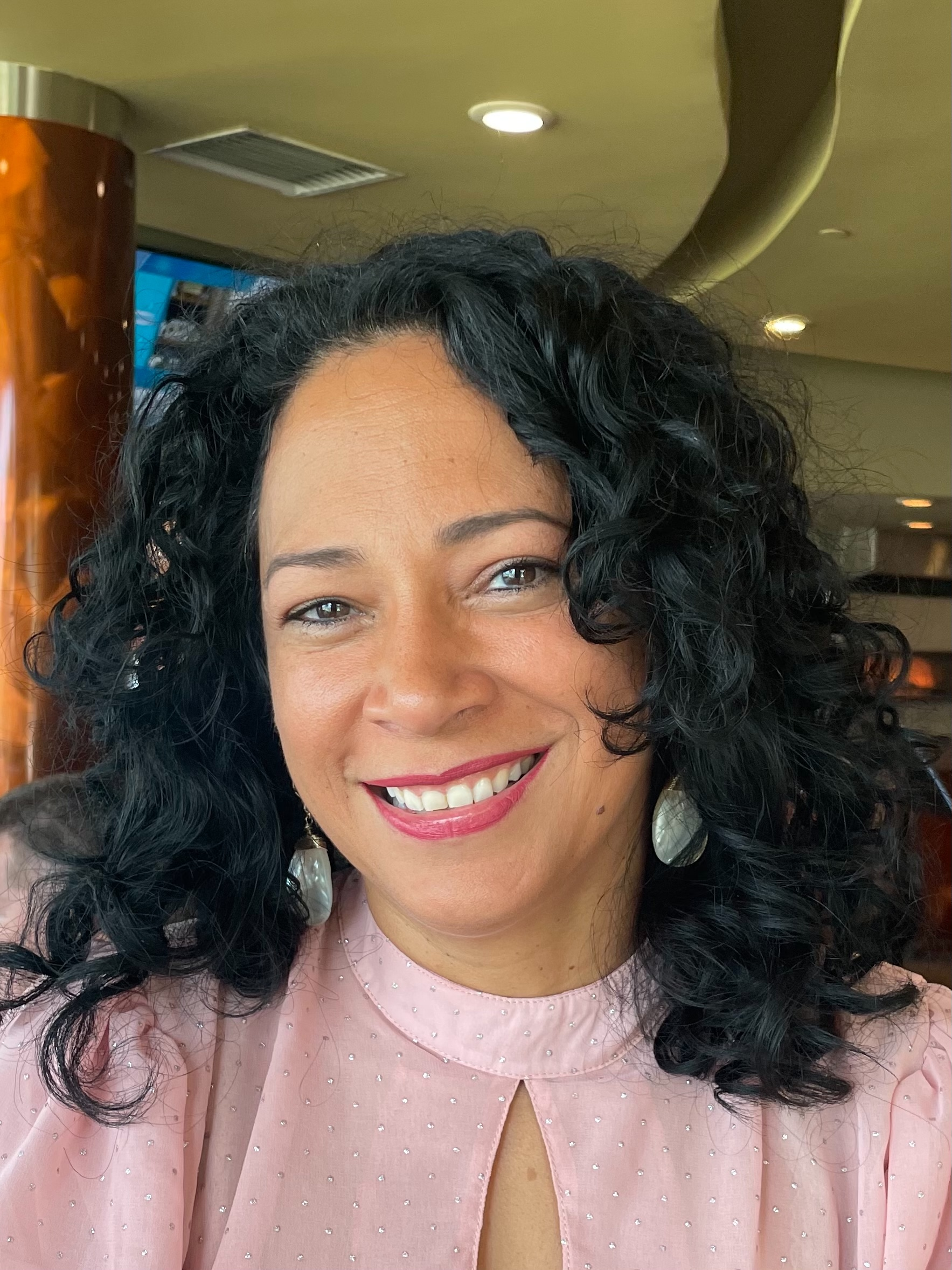
Marisol Lopez-Tromp war von 2013 bis 2016 Parlamentspräsidentin.

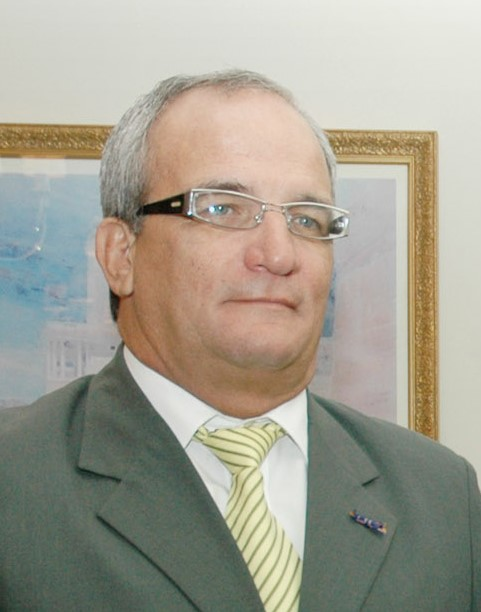
Booshi Wever war zwischen Januar und Juni 1998 Parlamentspräsident.

Derzeitiger Parlamentspräsident (Voorzitter der Staten/Presidente di Parlamento) ist Edgard Vrolijk von der Movimiento Electoral di Pueblo (MEP). Vize-Parlamentspräsident (Vice-Voorzitter der Staten/Vice-Presidente di Parlamento) ist Raymond Kamperveen von der RAIZ.

### Ehemalige Parlamentspräsidenten(Oud-voorzitters)
| Name                            | Beginn der Amtszeit | Ende der Amtszeit |
| ------------------------------- | ------------------- | ----------------- |
| John Booi                       | Januar 1986         | Februar 1986      |
| Pedro Bislik                    | Februar 1986        | Juli 1987         |
| Hector Gonzalez                 | August 1987         | Februar 1989      |
| Felix Flanegien                 | Februar 1989        | August 1994       |
| Marco Christiaans               | August 1994         | Januar 1998       |
| Booshi Wever                    | Januar 1998         | Juni 1998         |
| Eddie Croes                     | Juni 1998           | Februar 2001      |
| Marco Christiaans (2. Amtszeit) | Februar 2001        | Oktober 2001      |
| Frido Croes                     | Oktober 2001        | Mai 2004          |
| Marlon Werleman                 | Mai 2004            | November 2005     |
| Rudy Croes                      | Oktober 2005        | November 2005     |
| Mervin Wyatt-Ras                | November 2005       | Oktober 2009      |
| Andy Lee                        | Oktober 2009        | Juni 2010         |
| Paul Croes                      | Juni 2010           | Oktober 2013      |
| Marisol Lopez-Tromp             | Oktober 2013        | September 2016    |
| Mervin Wyatt-Ras (2. Amtszeit)  | September 2016      | Oktober 2017      |
| Guillfred Besaril               | Oktober 2017        | November 2017     |
| Ady Thijsen                     | November 2017       | Juli 2021         |

### Registrar(Griffier)
Leiter der Parlamentsverwaltung und Registrar (Griffier) ist Herman Hek, während Jacqueline Williams und Julie Franken-Thode dessen Stellvertreter (Plaatsvervangend Griffier) sind.

## Rechte und Pflichten der Abgeordneten

### Zulassung der Parlamentsmitglieder
Um Mitglied des Parlaments zu werden, muss man seinen Wohnsitz auf Aruba haben, die niederländische Staatsangehörigkeit besitzen, mindestens 21 Jahre alt sein und keine Vorstrafen haben. Nach Feststellung des Wahlergebnisses durch das Hauptwahllokal (Hoofdstembureau) überreichen die gewählten Abgeordneten dem Parlament ihre Unterlagen. Dabei handelt es sich um zwei Dokumente, nämlich:
- Die Mitteilung des Vorsitzenden des Hauptwahllokals an den betreffenden Abgeordneten, dass er gewählt wurde.
- Eine Empfangsbestätigung des Vorsitzenden des Hauptwahllokals, dass der gewählte Abgeordnete seine Wahl angenommen hat.

Bei der Prüfung der Mandate wird geprüft, ob der künftige Abgeordnete keine weiteren Ämter innehat, die mit der Mitgliedschaft im Parlament unvereinbar sind. Auch zwischen Parlamentariern sollte es keine allzu engen familiären Bindungen geben. Sobald die Mandate überprüft und der Eid vor dem Gouverneur geleistet wurde, wird das Parlamentsmitglied offiziell vereidigt und kann sein Amt antreten.

### Aktivitäten und Gesetzgebung in Aruba
Die Arbeit der Abgeordneten besteht im Wesentlichen darin, sich zu politischen Themen zu treffen und abzustimmen. Dem gehen die notwendigen Vorbereitungen voraus, wie Aktenlesungen, Arbeitsbesuche, Gespräche mit den Unterstützern und Menschen auf der Insel. Politische Treffen oder Debatten finden fast immer in einer öffentlichen Sitzung statt. Die öffentlichen Sitzungen werden von einem Vorsitzenden oder stellvertretenden Vorsitzenden geleitet, der von einem Schriftführer unterstützt wird. Auch die endgültige Entscheidungsfindung findet öffentlich statt, etwa bei Abstimmungen über Gesetzentwürfe, Änderungsanträge und Anträge.
Auf Aruba wird ein Gesetz als nationalen Verordnung oder auch Landesverordnung (landsverordening) bezeichnet. Eine nationale Verordnung enthält allgemein verbindliche Regelungen und wird in gemeinsamer Abstimmung zwischen Parlament und Regierung erlassen. Die Verfassung von Aruba und die Ordnungsregeln der Staaten beschreiben die Verfahren hierfür. Eine nationale Verordnung kann weitreichende Folgen für die Bürger haben. Beispielsweise können Verhaltensweisen kriminalisiert, Steuern erhoben oder erhöht oder das Wahlverfahren geändert werden. Da es sich um sensible Angelegenheiten handelt, wird ein Entwurf einer nationalen Verordnung sorgfältig geprüft und ausführlich im Parlament diskutiert, bevor er schließlich zu einer nationalen Verordnung wird.

#### Gesetzgebungsverfahren
Das Verfahren zur Ausarbeitung landesweiter Verordnungen gestaltet sich im Großen und Ganzen wie folgt:
- Auf Ersuchen eines Ministers entwerfen Beamte einen Entwurf einer nationalen Verordnung.
- Der Minister schlägt dem Ministerrat vor, den Entwurf einer nationalen Verordnung vorzulegen.
- Stimmt der Ministerrat zu, geht der Entwurf zur Beratung an den Beirat.
- Der Beirat nimmt zum Entwurf der Landesverordnung Stellung.
- Der Minister geht in einem weiteren Bericht auf diese Stellungnahme ein und passt den Vorschlag gegebenenfalls an.
- Der Minister sendet den Entwurf der nationalen Verordnung an den Gouverneur, der ihn dem Parlament vorlegt.
- Der Entwurf einer nationalen Verordnung wird von einem Ausschuss aus Abgeordneten geprüft.
- Die Ausschussmitglieder geben schriftliche Stellungnahmen ab und leiten diese an den Minister weiter.
- Der Minister beantwortet auch schriftlich Fragen und Kommentare von Parlamentsmitgliedern und kann den Entwurf einer nationalen * Verordnung durch ein Änderungsmemorandum ändern.
- Das Parlament berät in öffentlicher Sitzung mit dem Minister über den Entwurf einer Landesverordnung.
- Abgeordnete können schriftlich Änderungsanträge (Amendment) einreichen und Anträge stellen, die einen Parlamentsbeschluss bedürfen.
- Nach der Debatte wird über die vorgeschlagenen Änderungen, über die Bestandteile des Entwurfs und über den endgültigen Entwurf einer nationalen Verordnung abgestimmt.
- Nach der Annahme unterzeichnet der Gouverneur die neue Landesverordnung.
- Neben dem Gouverneur wird die Landesverordnung auch vom zuständigen Minister unterzeichnet, da nicht der Gouverneur, sondern der Minister für die neue Landesverordnung verantwortlich ist.
- Der Justizminister (Minister van Justitie) sorgt dafür, dass das Gesetz im Amtsblatt (Afkondigingsblad) von Aruba veröffentlicht wird, damit jeder es zur Kenntnis nehmen kann.
- Die Landesverordnung bestimmt, wann sie in Kraft tritt. Das Inkrafttreten kann auch durch einen gesonderten Erlass oder eine gesonderte Verordnung geregelt werden.

Parlamentarier können auch Entwürfe für nationale Verordnungen ausarbeiten und diese dem Parlament als Initiativvorschläge (Initiatiefvoorstellen) vorlegen. Das Verfahren hierfür ist praktisch das gleiche wie bei Vorschlägen eines Ministers. Der Unterschied besteht darin, dass ein Abgeordneter, der die Initiative ergriffen hat, die Fragen und Kommentare der anderen Abgeordneten beantworten muss. In der öffentlichen Sitzung, in der der Vorschlag besprochen wird, sitzt der Initiator hinter dem Regierungstisch, um seinen Initiativvorschlag zu verteidigen. Darüber kann auch der zuständige Minister sprechen, denn er trägt letztlich die politische Verantwortung, wenn der Vorschlag angenommen wird.

#### Dokumente
- Entwurf einer nationalen Verordnung (Ontwerp Landsverordening): Die Regierung legt dem Parlament Entwürfe nationaler Verordnungen vor. Abgeordnete können auch sogenannte Initiativvorschläge einreichen.
- Bericht (Verslag): Nach Prüfung eines Entwurfs einer nationalen Verordnung wird ein endgültiger Termin für die Beantwortung von Fragen festgelegt. Das Parlament übermittelt etwaige Fragen in einem Bericht an die Regierung (oder an den Initiator).
- Hinweis zum Bericht (Nota naar aanleiding van het verslag): Die Minister beantworten die Fragen des Parlaments zu Entwürfen nationaler Verordnungen in einem Memorandum als Antwort auf den Bericht. Der Entwurf ist nun bereit, in einer öffentlichen Sitzung im Parlament diskutiert zu werden.
- Änderungen (Amendementen): Die Abgeordneten haben das Recht, Entwürfe nationaler Verordnungen zu ändern (Amendement).
- Änderungshinweis (Nota van wijziging): Vor oder während der öffentlichen Sitzung kann vom/von den Ministern ein Änderungsmemorandum eingereicht werden.
- Anträge (Moties): Ein Antrag ist eine politische Erklärung oder Aufforderung des Parlaments an die Regierung. Von der Regierung wird dann verlangt, etwas zu tun oder nicht zu tun. Ein Antrag wird in einer Sitzung von einem Parlamentsmitglied eingebracht. Der Antrag wird in der Versammlung zur Abstimmung gestellt. Wird der Antrag im Parlament angenommen, muss das Parlament die Regierung informieren.

### Befugnisse
Zur ordnungsgemäßen Wahrnehmung ihrer Aufgaben haben die Abgeordneten folgende Befugnisse:
- Initiativrecht: Das Recht jedes Abgeordneten, einen Gesetzentwurf (ontwerp Landsverordening) vorzuschlagen.
- Änderungsrecht: Das Recht, Änderungen zu einem bereits erlassenen Gesetzentwurf vorzuschlagen.
- Fragerecht: Das Recht, einem Minister Fragen zur verfolgten Politik zu stellen.
- Interpellationsrecht: Das Recht, einen Minister für die verfolgte Politik zur Rechenschaft zu ziehen.
- Haushaltsrecht: Das Recht, die nationalen Ausgaben oder Einnahmen zu genehmigen, Änderungen vorzuschlagen oder abzulehnen.
- Untersuchungsrecht: Das Recht, eine Untersuchung über die Politik eines oder mehrerer Minister in einer bestimmten Angelegenheit – im Wege einer parlamentarischen Untersuchung (Parlementaire enquête) – durchzuführen.

### Beendigung des Abgeordnetenmandats
Ein Abgeordneter kann jederzeit seinen Rücktritt einreichen, woraufhin in der Regel der nächste Kandidat auf der Liste der betreffenden Partei die Nachfolge antritt. Darüber hinaus hat ein Abgeordneter während seiner Amtszeit die Wahl, einer anderen Partei beizutreten oder als Ein-Mann-Fraktion weiterzumachen. Ein Parlamentsmitglied kann nicht zum Rücktritt gezwungen werden, da er persönlich ausgewählt wurde. Das heißt, dass Abgeordnete nicht an die Positionen der jeweiligen Partei gebunden sind.

### Parlamentarische Immunität
Parlamentarier genießen im Sitzungssaal Immunität. Dies bedeutet, dass ihre Aussagen während der Sitzung nicht strafrechtlich verfolgt werden können. Dies gilt nicht für Äußerungen außerhalb des Sitzungssaals.

## Ausschüsse

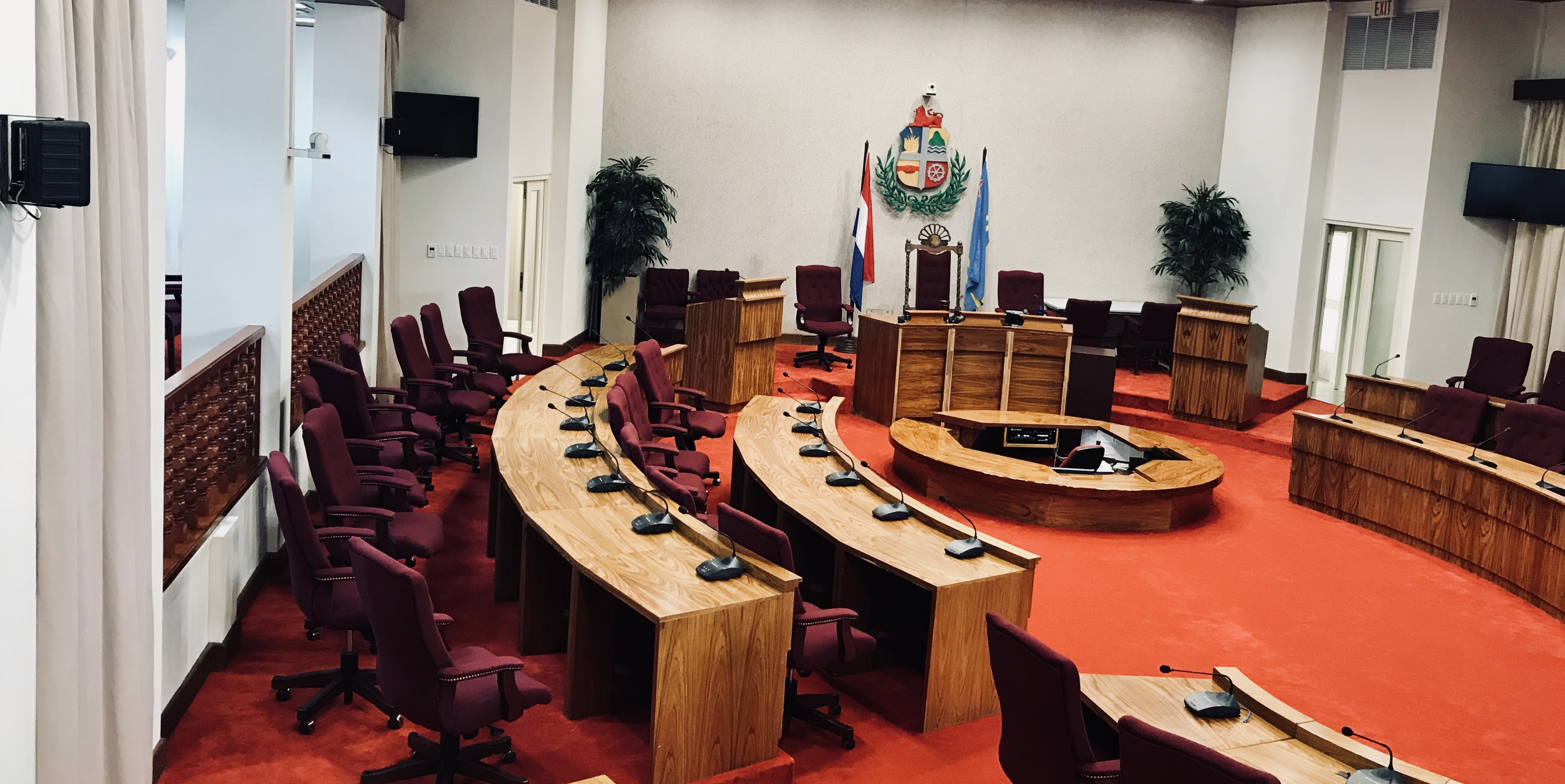
Plenarsaal der Staten van Aruba.

Neben öffentlichen Sitzungen tagt das Parlament häufig in Ausschüssen. Der Inhalt dieser Treffen wird nicht veröffentlicht. Es gibt einen Zentralausschuss (Centrale Commissie), einen Nationalen Ausgabenausschuss (Commissie voor de Landsuitgaven) und ständige Ausschüsse (vaste Commissies). Alle Parlamentsmitglieder sind Mitglieder des Zentralausschusses. Zu Beginn eines jeden Parlamentsjahres und in der ersten öffentlichen Sitzung nach der vorherigen Legislaturperiode oder nach der Auflösung des Parlaments organisieren sich die Mitglieder in ständigen Ausschüssen. Diese Gremien arbeiten zu bestimmten Themengruppen. Die Zusammensetzung der Ausschüsse richtet sich in der Regel nach den Zuständigkeiten der Ministerien. Bei Bedarf werden Sonderausschüsse für die weitere Untersuchung bestimmter Themen eingesetzt. Die Ausschüsse werden von einem ständigen Sachbearbeiter (Griffier) unterstützt.
In der derzeitigen Sitzungsperiode (2022–2023) gibt es folgende Ausschüsse:
- Nationaler Ausgabenausschuss
- Ständige Ausschüsse: Ausschuss für Haushaltsangelegenheite, Ausschuss für Königreichsangelegenheiten und Auslandsbeziehungen, Infratstrukturausschuss, Umweltausschuss, Ausschuss für Sozialangelegenheiten, Ausschuss für Familie und Altenangelegenheiten, Ausschuss für öffentliche Gesundheit, Bildungsausschuss, Ausschuss für rechtliche Angelegenheiten, Integration und Petitionen, Ausschuss für Regierungsorganisation, Kultur- und Sportfinanzierung, Ausschuss für Transport und Kommunikation, Ausschuss für Tourismus, Ausschuss für Versorgungs- und Energieunternehmen, Ausschuss für Arbeit sowie Ausschuss für nordamerikanische Beziehungen (CNAR)
- Sonderausschüsse: Sonderausschuss für die unabhängigen Staten van Aruba, Sonderausschuss zur Änderung der gesetzlichen Verordnungen von Aruba, Sonderausschuss für die Optimierung von Erklärungen, Sonderausschuss für den Ombudsman sowie Sonderausschuss für Entwicklung und Überwachung der nachhaltigen Entwicklungsziele (Duurzameontwikkelingsdoelstellingen).